# Hermann von Wolffradt
Hermann von Wolffradt, auch Hermann Wulfrath, (* 6. Dezember  1629 in Greifswald; † 2. Januar 1684 in Lüssow) war Regierungsrat und Kanzler der schwedisch-pommerschen Regierung in Wolgast und Stettin.

## Leben
Der älteste Sohn des 1647 geadelten Berendt Wolffradt (auch Wulffrath, 1600–1660) und der Barbara Heroldt wurde 1656 mit dem Titel Hofrat Mitglied des Königlichen Hofgerichts in Greifswald. Von 1660 bis 1669 war er Resident am brandenburgischen Hof. 1668 wurde er als Regierungsrat in die Regierung Schwedisch-Pommerns nach Wolgast berufen. Von 1680 bis an seine Lebensende war er Kanzler der Regierung. In diesem Amt war er mehrmals als Gesandter im Auftrag des Königs von Schweden tätig.
Nach dem Tod seines Vaters 1660 erhielt er den pommerschen – auf dem Festland gelegenen – Teil des Familienbesitzes, während sein jüngerer Bruder Berendt (1643–1693) den rügenschen Anteil erbte. 1670 kaufte er von der Familie von Owstin die schon in seinem Pfandbesitz befindlichen Güter Owstin und Lüssow. 1671 wurde ihm durch die Regierung in Wolgast der Besitz des Gutes Schmatzin mit dem Vorwerk Schlatkow bestätigt.

## Familie
Hermann von Wolffradt war seit 1658 mit Christine Rehnskiöld (1640–1707) verheiratet, der Tochter des Regierungsrates Gerdt Anton Rehnskiöld (Rehnschild). Der Ehe entstammten sieben Söhne und sechs Töchter. Darunter waren:
- Hermann Christian von Wolffradt († 1723), Geheimrat und Kanzler in Mecklenburg-Schwerin
- Carl Gustav von Wolffradt (* 1672; † 1741), schwedischer General, Kommandant der Festung Stralsund